# جاسبر هوارد
جاسبر هوارد (بالإنجليزية: Jasper Howard)‏ هو لاعب كرة قدم أمريكية أمريكي، ولد في 28 يناير 1989 في ميامي في الولايات المتحدة، وتوفي في 18 أكتوبر 2009 في مانسفيلد في الولايات المتحدة.